# Mármol pavonazzetto

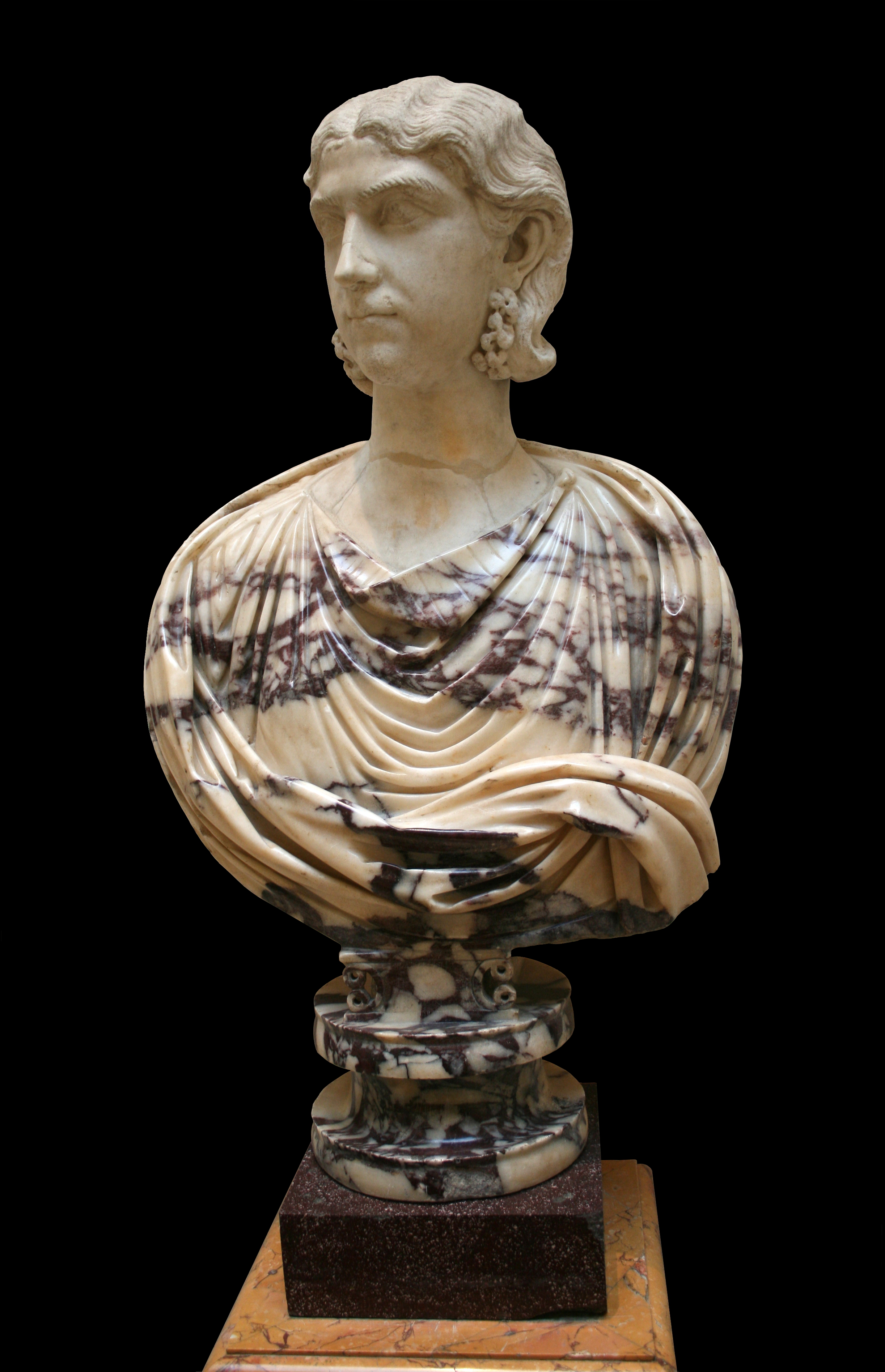
Retrato de mujer en mármol pavonazzetto, obras de arte romano - Museos Capitolinos de Roma.

Pavonazzetto es un tipo de mármol blanco con vetas "púrpura", o marrón morado. Debe su nombre (un diminutivo italiano) a la comparación con los colores de la cola del pavo real.
También se le llama mármol frigio, por la localización de sus canteras, en Frigia (región de Asia Menor, ahora denominada región del Egeo de Turquía).
El pavonazzetto fue uno de los mármoles más utilizados en el arte de la antigua Roma, especialmente en el solado, las columnas y todo tipo de ornamentos.

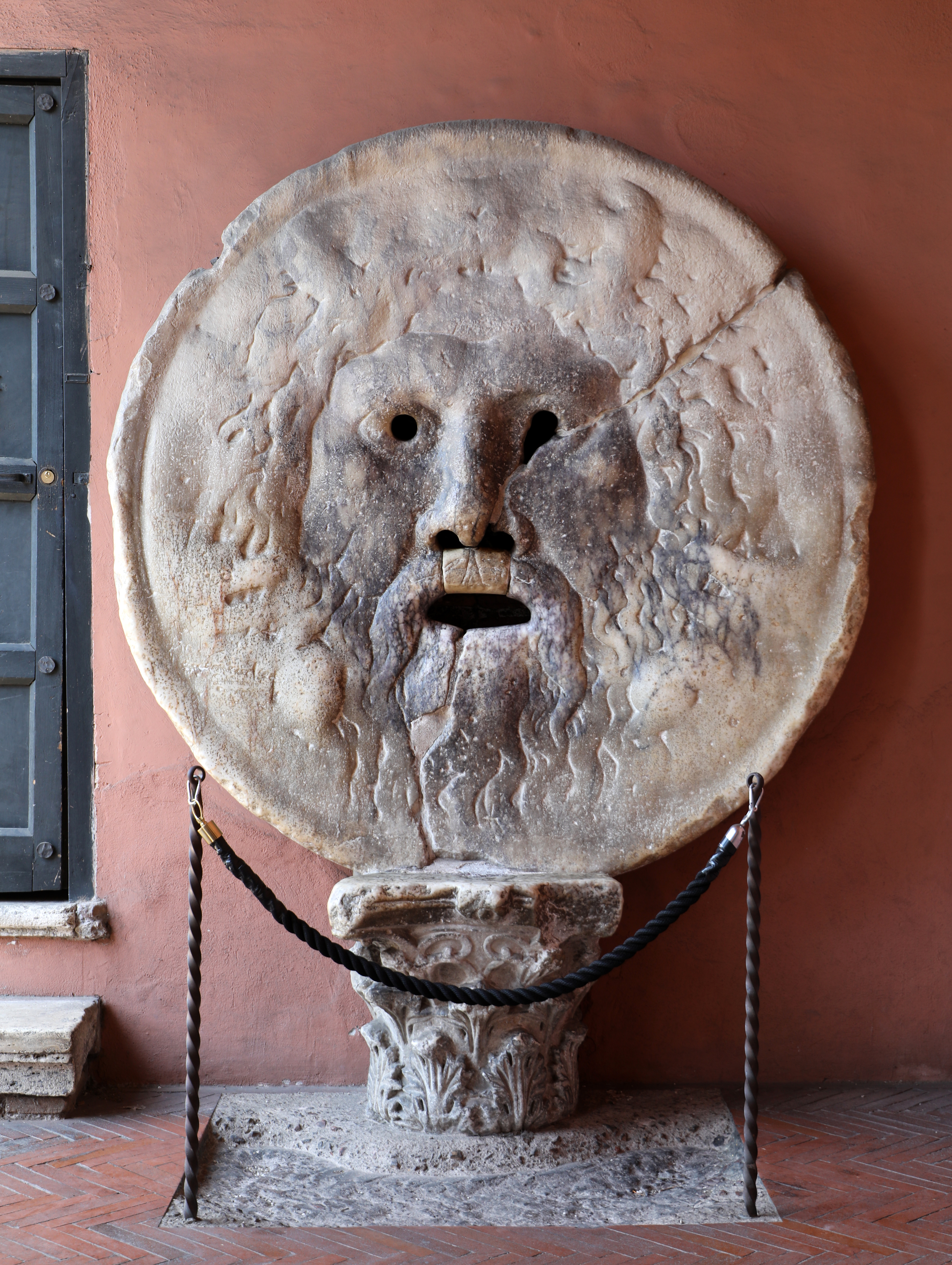
Bocca della Verità
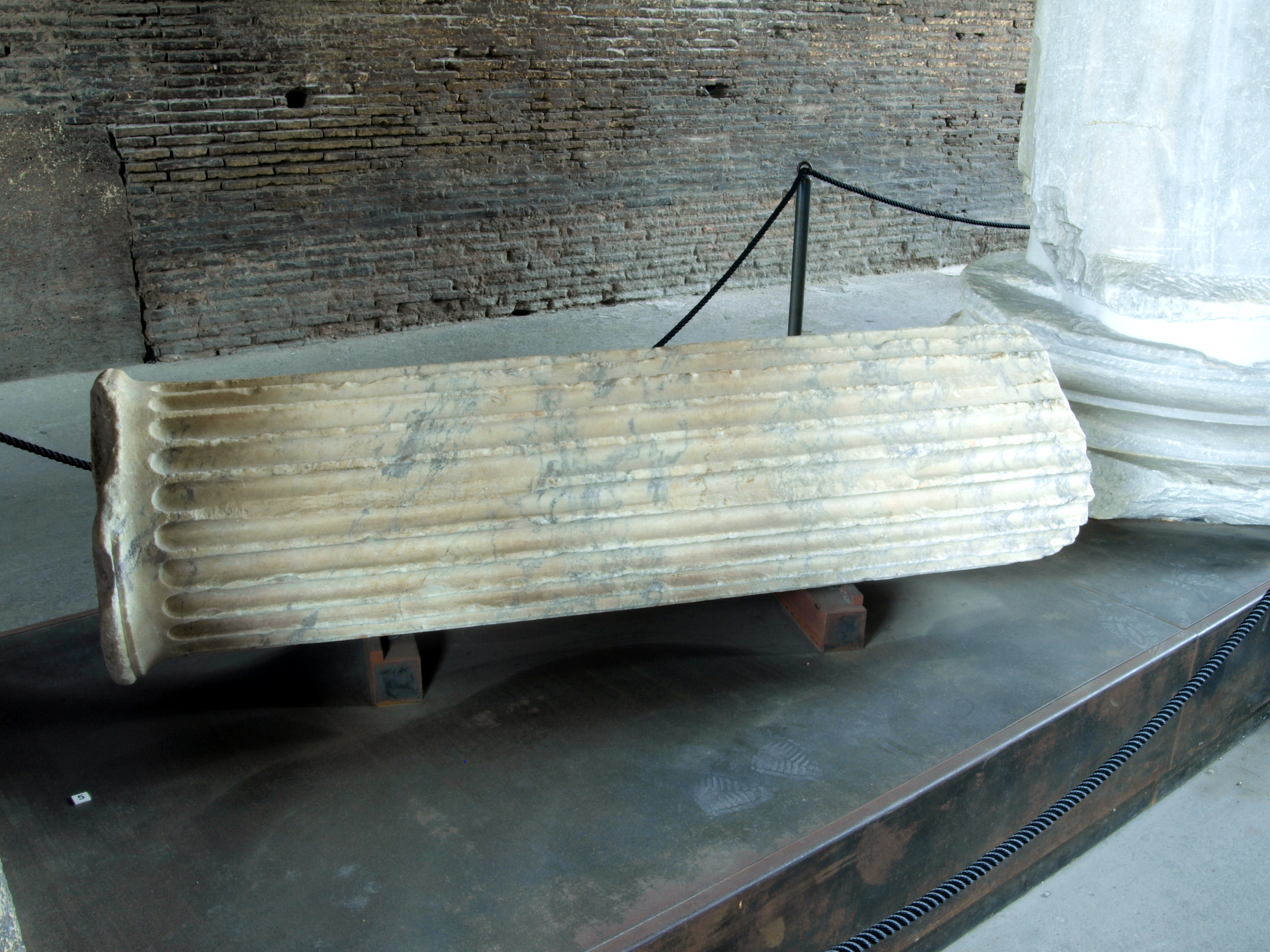
Columna del Coliseo.
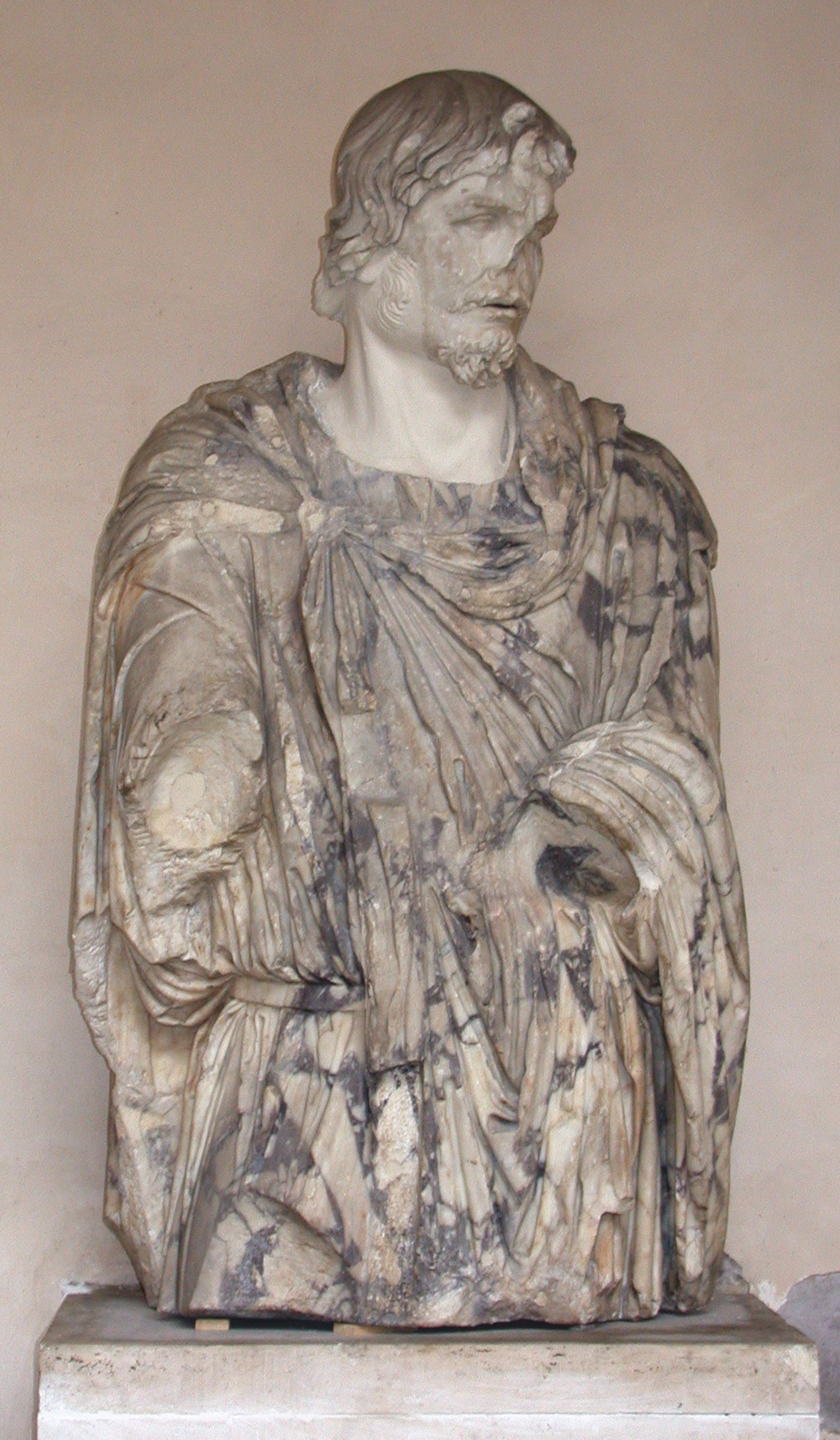
Figura de un dacio.